# Dimitri (série télévisée d'animation)
Dimitri est une série télévisée d'animation franco-suisse créée par Agnès Lecreux et Jean-François Le Corre, diffusée depuis le 3 mai 2014 sur France 5 dans Zouzous.

## Synopsis
Dimitri est un petit passereau venu d’Europe, qui s’est posé dans la plaine d’Ubuyu, en Afrique où ses parents l’ont oublié.
Makeba la girafe le prend sous sa protection et Dimitri découvre les animaux et leur vie dans la plaine.
Il se lie d'amitié avec Oko le zèbre et Pili la suricate avec qui il reste en vacances même après le retour de ses parents.
Tous les jours, Dimitri découvre ce monde, ses mystères ou les aventures de ses personnages.
Tour à tour guidé par ses amis ou les aidant dans des situations spéciales (face au vent, à la pluie...).
Eloge du partage et de l'amitié, cette animation est ludique et donne à la fin de certains épisodes une morale à l'aventure vécue.
Dimitri a reçu le Prix du public et Mention du jury jeune de la compétition films courts pour enfants, Anima de Bruxelles en 2015, ainsi que le Prix de la meilleure série d'animation pour les enfants au Festival International du Film d'Animation d'Ottawa en 2014.

## Liste des épisodes

### Saison 1
1. Une rencontre très colorée
2. Le balafon
3. Le mystère de Kimbu
4. Habibi, championne de vitesse
5. La belle étoile
6. Dimitri a peur de l'eau
7. L'arbre qui chante
8. La leçon de chant
9. Le monstre d'Ubuyu
10. Le concours de câlins
11. Pili tête en l'air
12. L'effet papillon
13. Comme un poisson dans l'eau
14. La collection de cacahuètes
15. Quand le baobab s'allume
16. La mouche
17. Le lion dans la boîte
18. Une trompe pour Makeba
19. Pili sentinelle
20. Kouakou le pique-ami
21. Les larmes du crocodile
22. Le trésor de Latyr
23. Le proverbe africain
24. En attendant la pluie
25. Un goûter fruité
26. Dimitri n'a pas peur du noir

### Saison 2
1. Temba fait la nounou
2. Ça gratte à Ubuyu
3. La termitière
4. La case mystérieuse
5. Un drôle de temps
6. La mare imaginaire
7. Tamtam
8. Les messagers
9. Allô Latyr ?
10. La chasse au fantôme
11. L'œuf d'Habibi
12. Le masque
13. Badou rigolo
14. Une fleur à Ubuyu
15. Le Grigri
16. La toile filante
17. Les bruits du silence
18. Le nouveau terrain de jeu
19. Les cailloux magiques
20. Le flamant rose invisible
21. À quoi je ressemble
22. T'es où Taxi
23. C'est l'heure de la sieste
24. Tamaa ne dort pas
25. Dimitri et la drôle de surprise